# Operacija Sadejstvo
Operacija Sadejstvo 93 je kodni naziv za operaciju Vojske Republike Srpske u leto 1993. godine, u Bosanskoj Posavini. Operacija je još poznata i kao bitka za „Strujni koridor”.

## Uvod
Budući da je stabilno i adekvatno snabdevanje električnom energijom Bosanske Krajine zbog ratnog stanja bilo ugroženo, VRS se odlučuje da proširi koridor kod Brčkog kako bi uključio i popravio električnu liniju koja je prolazila kroz sela Brod, Donja Brka, Kolonija, Lipovac, Đukići i Bajići.
VRS je u operaciji angažovao jedinice Prvog krajiškog korpusa i Istočnobosanskog korpusa, raspoređene u dve taktičke grupe. Prva taktička grupa (TG-1) se oslanjala na Pantere, specijalni odred „Peša“ 1. posavske brigade, 4. bataljon 43. prijedorske mtbr, kao i na delove elitnog 1. bataljona vojne policije; TG-1 je napredovala na pravcu s. Brod i s. Brka. Drugu taktičku grupu (TG-2) su predvodili 16. krajiška mtbr i 5. kozarska lpbr na pravcu s. Bajići, s. Lipovac i s. Đukići. U operaciji je još učestvovao i jedan oklopni bataljon Prve oklopne brigade; artiljerijsku podršku su davali 1. i 3. mešoviti artiljerijski pukovi.
ARBiH se tokom operacije oslonila na sledeće brigade: 21. brigada Srebrenik, 108. motorizovana brigada i 108. HVO brigada; sve zajedno 12.000 vojnika. Prednost odbrane se ogledala u tenkovski neprohodnom terenu (isprepletan kanalima) i ravnom području (laka kontrola pešadijskih napada neprijatelja). To je značilo da su oklop i manevar elitnim pešadijskim jedinicama, jedne od glavnih prednosti VRS — bili od početka malo ili nimalo upotrebljivi. Uz to, veliko preimućstvo u artiljeriji VRS nije mogao da iskoristi zbog gustine neprijateljeve odbrane (dužina fronta je bila oko 15 kilometara, što znači da je ARBiH imao skoro jednog čoveka po metru u odbrani); velika gustina je dopuštala odbranu po dubini, to jest, više linija. Sa druge strane, osnovni hendikep ARBiH bio je u nedostatku teškog naoružanja (oko 6.000 vojnika posedovalo je samo pešadijsko naoružanje), što je osuđivalo ARBiH da, u ravnici, inicijativu prepusti napadaču.

## Ofanziva
Operacija je trajala sedam dana, od 20. do 27. jula, i završila se uspešno. Prvih nekoliko dana operacije, napredovanje snaga VRS je bilo slabo. Prekretnica se dogodila 24. jula kada specijalne jedinice VRS probijaju muslimanske položaje i zauzimaju sela Brod i Lipovac. Do 27 jula i završetka operacije, VRS je osvojila mesta: Dizdarušu, Brod, Koloniju, Lipovac, Omerbegovaču i Brku. Time je strujni koridor bio osiguran.

## Literatura
- Žigić, Radmila. Peša. Jedna Ratna Legenda. Beograd 1995.
- 1, 2.